# Neoconocephalus
Neoconocephalus är ett släkte av insekter. Neoconocephalus ingår i familjen vårtbitare.

## Dottertaxa tillNeoconocephalus, i alfabetisk ordning[1]
- Neoconocephalus aduncus
- Neoconocephalus affinis
- Neoconocephalus alienus
- Neoconocephalus americanus
- Neoconocephalus anodon
- Neoconocephalus argentinus
- Neoconocephalus aries
- Neoconocephalus assimilis
- Neoconocephalus bivocatus
- Neoconocephalus bolivari
- Neoconocephalus boraceae
- Neoconocephalus boraceanus
- Neoconocephalus brachypterus
- Neoconocephalus brevis
- Neoconocephalus brunneri
- Neoconocephalus carbonarius
- Neoconocephalus carinatus
- Neoconocephalus caudellianus
- Neoconocephalus chapadensis
- Neoconocephalus colligatus
- Neoconocephalus colorificus
- Neoconocephalus conifrons
- Neoconocephalus conspersus
- Neoconocephalus corumbaensis
- Neoconocephalus creusae
- Neoconocephalus curitibensis
- Neoconocephalus cylindricus
- Neoconocephalus dispar
- Neoconocephalus elongatus
- Neoconocephalus ensifer
- Neoconocephalus ensiger
- Neoconocephalus exaltatus
- Neoconocephalus exiliscanorus
- Neoconocephalus finitimus
- Neoconocephalus flavirostris
- Neoconocephalus fratellus
- Neoconocephalus fuscinervis
- Neoconocephalus gaucho
- Neoconocephalus giganticus
- Neoconocephalus gladiator
- Neoconocephalus globiceps
- Neoconocephalus globifer
- Neoconocephalus globifrons
- Neoconocephalus globosus
- Neoconocephalus gracilipes
- Neoconocephalus guyvalerioi
- Neoconocephalus harti
- Neoconocephalus ichneumoneus
- Neoconocephalus indicator
- Neoconocephalus infuscatus
- Neoconocephalus irroratus
- Neoconocephalus karollenkoi
- Neoconocephalus kraussi
- Neoconocephalus lancifer
- Neoconocephalus lavrensis
- Neoconocephalus longicauda
- Neoconocephalus longifossor
- Neoconocephalus lyristes
- Neoconocephalus maculosus
- Neoconocephalus major
- Neoconocephalus maxillosus
- Neoconocephalus maximus
- Neoconocephalus melanorhinus
- Neoconocephalus meridionalis
- Neoconocephalus mexicanus
- Neoconocephalus minor
- Neoconocephalus monoceros
- Neoconocephalus nebrascensis
- Neoconocephalus necessarius
- Neoconocephalus nigricans
- Neoconocephalus nigromaculatus
- Neoconocephalus nigrosignatus
- Neoconocephalus occidentalis
- Neoconocephalus pahayokee
- Neoconocephalus palustris
- Neoconocephalus paravicinus
- Neoconocephalus parvus
- Neoconocephalus pichinchae
- Neoconocephalus pinicola
- Neoconocephalus pipulus
- Neoconocephalus prasinus
- Neoconocephalus procerus
- Neoconocephalus productus
- Neoconocephalus proximus
- Neoconocephalus puiggarii
- Neoconocephalus pulcher
- Neoconocephalus pullus
- Neoconocephalus punctipes
- Neoconocephalus purpurascens
- Neoconocephalus redtenbacheri
- Neoconocephalus restrictus
- Neoconocephalus retusiformis
- Neoconocephalus retusus
- Neoconocephalus robustus
- Neoconocephalus rufescens
- Neoconocephalus rugosicollis
- Neoconocephalus saturatus
- Neoconocephalus scudderii
- Neoconocephalus similis
- Neoconocephalus simulator
- Neoconocephalus spiniger
- Neoconocephalus spitzi
- Neoconocephalus spiza
- Neoconocephalus stigmaticus
- Neoconocephalus subulatus
- Neoconocephalus susurrator
- Neoconocephalus tenuicauda
- Neoconocephalus testaceus
- Neoconocephalus triops
- Neoconocephalus trochiceps
- Neoconocephalus truncatirostris
- Neoconocephalus tuberculatus
- Neoconocephalus tumidus
- Neoconocephalus velox
- Neoconocephalus vernalis
- Neoconocephalus vicinus
- Neoconocephalus virescens
- Neoconocephalus viridis
- Neoconocephalus vittifrons
- Neoconocephalus vittipennis
- Neoconocephalus xiphias